# 유호준
유호준(1985년 1월 14일 ~ )은 대한민국의 전 축구 선수로서 포지션은 미드필더였다.

## 축구인 생활

### 선수 생활
2008년 울산 현대 호랑이에서 입단한 뒤 2009년까지 정규리그 29경기에 출장하여 1골을 넣었다. 데뷔 시즌 컵대회를 포함하여 중거리에서 때린 강한 슛으로만 2골을 기록하여 주목 받기도 하였다.
2009년 12월, 부산 아이파크의 최기석과 맞트레이드 되었다. 부산에서의 첫 시즌 24경기에 출전하여 4골 3도움을 기록하며 공수에 걸쳐 좋은 활약을 펼쳤다.
2012년 경남 FC로 이적하였다. 2014 시즌을 앞두고 안산 경찰청에 입단하였으며 2015년 9월 25일 군 복무를 마치고 원 소속팀 경남 FC로 복귀하였다.
2016년 내셔널리그 천안시청으로 이적하였다.